# Johnny Clegg
Jonathan (Johnny) Clegg (født 7. juni 1953, i Rochdale ved Manchester, død 16. juli 2019) var en verdensmusiker fra Sydafrika, der indspillede og optrådte med sine grupper Juluka og Savuka. Clegg, der nogle gange kaldtes "den hvide zulu", var en vigtig person i den sydafrikanske populærmusiks historie, med sange hvis tekster er på zulu og engelsk og musikken en blanding af afrikanske, europæiske og keltiske stilarter.

## Biografi
Cleggs far var pilot i det britiske Royal Air Force, men forældrene blev tidligt skilt, hvorefter mor og søn rejste til hendes hjemland, Rhodesia (det nuværende Zimbabwe). I Rhodesia lærte Clegg at tale ndebelefolkets sprog. Moren giftede sig med en sydafrikansk journalist! og i 1960 flyttede familien til Johannesburg i Sydafrika. På University of the Witwatersrand læste Clegg etnologi og var i flere år docent, før han i 1982 opgav undervisningen for at blive musiker på fuld tid.

### Johnny & Siphu
Som 14-årig lærte Clegg zuluen Mntonanazo Mzila at kende. Mzila lærte ham zuluernes rituelle musik og danse. I 1969 mødte han i Johannesburg Siphu Mchunu, som han begyndte at optræde sammen med under navnet Johnny & Siphu. På grund af apartheidlovene kunne de kun optræde privat, i kirker og i små klubber. I 1976 udgav de deres første singler med musik, der havde rødder i zulumusikken og vestlig folkemusik. Mens censurmyndighederne forbød duoens sangtekster, blev de populære avantgardekunstnere, som man kunne opleve i den britiske dokumentarfilm Rhythm of Resistance fra 1978.

### Juluka
Den kunstneriske leder af CBS South Africa, Hilton Rosenthal, tilbød Johnny & Siphu at indspille en lp. Til det formål blev der hyret yderligere fire musikere, og dermed opstod den første raceblandede popgruppe i Sydafrika; gruppen kaldte sig Juluka ("sved" på zulu). I 1979 udkom albummet Universal Men. Musikken var en kombination af rock- og zulumusik. Gruppens andet album, African Litany, fik to guldplader i Sydafrika. Albummet Scatterlings fra 1983 gav gruppen international opmærksomhed. Titelsangen handler om, at alle er "spredninger", flygtninge og hjemstavnsløse, fordi menneskeheden stammer fra Afrika og har spredt sig til alle verdenshjørner.
Teksterne var både underforstået og utvetydige politiske; ikke blot var gruppens (der uracistisk og åbent hyldede afrikansk kultur) succes en torn i øjet på det politiske system, baseret på raceadskillelse, gruppen udgav også sange med utvetydige politiske budskaber. Eksempelvis tog albummet Work for All (der indeholder en sang af samme navn) fat i sydafrikanske fagforeningers slagord fra midten af 1980'erne.
Juluka kunne turnere i Europa og blev en international succes; de fik to platin- og fire guldalbummer, men Juluka blev opløst i 1986, da Mchunu blev bedt af sin far om at komme hjem og passe familiens geder. Mchunu indspillede dog efterfølgende nogle soloalbummer.
I midten af 1990'erne var Juluka en kort overgang gendannet med deltagelse af Mchunu og Clegg. På en verdensturne optrådte de som opvarmningsgruppe for King Sunny Ade, foruden at afholde egne koncerter.
Sammen med Siphu Mchunu indspillede Clegg albummet Crocodile Love, som blev udgivet i 1997.

### Savuka
Efter Julukas opløsning dannede Clegg sin anden raceblandede gruppe, Savuka ("vi er vækket"), fortsat med en stil der kombinerede afrikansk og europæisk (særligt keltisk) musik.
I 1987 udkom albummet Third World Child, der med sange som "Asimbonanga", som opfordrede til Nelson Mandelas løsladelse, og som nævnte navnene på tre martyrer i den sydafrikanske frihedsbevægelse, Steve Biko, Victoria Mxenge og Neil Aggett, var endnu mere utvetydigt politisk end Juluka-albummet Work for All. I Frankrig opnåede Third World Child førstepladsen på lp-hitlisten. Den populære franske musiker Renaud skrev hyldestsangen "Jonathan" om Johnny Clegg og Savuka.
De følgende albummer, Shadow Man (der blev solgt i 250.000 eksemplarer i løbet af en uge efter dets udgivelse, og endte med at sælge 1.000.000 eksemplarer alene i Frankrig) og Cruel Crazy, Beautiful World handlede om mere romantiske emner, men der var også politiske sange, så som "Warsaw 1943" og "One (Hu)' Man One Vote". Third World Child og Shadow Man blev henholdsvis nummer et og to på hitlisten i Frankrig, og Savuka blev den mest succesrige udenlandske gruppe i Frankrig.
Gruppens sidste album, Heat Dust and Dream blev nomineret til en Grammy for bedste album i kategorien verdensmusik. Albummet handler om mordet på vennen Dudu Zulu og Sydafrikas politik. På albummet blev afro-pop kombineret med indiske ragaer.
Efter en tysklandsturné i 1994 blev Savuka opløst.

### Solokarriere
I 2002 udkom Cleggs første soloalbum, New World Survivor. I 2003 deltog Clegg i aids-koncerten 46664. Albummet One Life udkom i 2006.

## Diskografi
Udgivelser med Juluka, Savuka og som solist.

### Studiealbummer
- 1979: Universal Men
- 1981: African Litany
- 1982: Ubuhle Bemvelo
- 1982: Scatterlings of Africa
- 1983: Work for All
- 1984: Stand Your Ground
- 1984: Musa Ukungilandela / The International Tracks
- 1985: Third World Child (soloversion)
- 1987: Third World Child (Savuka)
- 1988: Shadow Man
- 1990: Cruel, Crazy Beautiful World
- 1993: Heat, Dust and Dreams
- 1997: Crocodile Love / Ya Vuka Inkunzi
- 1998: Le rock zoulou de Johnny Clegg & Sipho Mchunu
- 2002: New World Survivor
- 2006: Heart of the Dancer
- 2006: One Life

### Livealbummer
- 1986: The Good Hope Concerts
- 1994: Live and Rarites
- 2003: A South African Story - Live at the Nelson Mandela Theatre
- 2003: Best of Live

### Dvd
- 2003: Live! and more ...